# Nature morte devant la fenêtre
Nature morte devant la fenêtre est un roman d'Irène Monesi paru le 24 novembre 1966 au Mercure de France et ayant reçu la même année le prix Femina.

## Éditions
- Nature morte devant la fenêtre, Mercure de France, 1966.